# Opération Barracuda
L'opération Barracuda est une opération extérieure de l'armée française visant à soutenir le président David Dacko nouvellement au pouvoir en Centrafrique à la suite de l'opération Caban du 21 septembre 1979, coup d'État au cours duquel Bokassa a été déposé.
L'opération Barracuda fut dirigée par le colonel Bernard Degenne basé à N'Djaména, la capitale du Tchad, qui envoya ses « Barracudas », nom de code pour quatre hélicoptères Puma et quatre avions de transport Transall, transportant des éléments du 8e régiment de parachutistes d'infanterie de marine de Castres, ainsi qu'un peloton de blindés légers (AML) du 1er escadron du RICM (en garnison à Vannes à cette époque)[réf. souhaitée] à Bangui. À midi, une compagnie du 3e régiment de parachutistes d'infanterie de marine de Carcassonne venue de Libreville, au Gabon, se déployait à son tour dans la capitale centrafricaine. 
Le nom de Barracuda a été donné rapidement aux militaires français ayant participé à l'opération. 
Jusqu'en novembre 1979, l’opération Barracuda vise à protéger les ressortissants français et le nouveau gouvernement et soutenir les forces armées centrafricaines (FACA) dans leurs missions de maintien de l’ordre. Elle vise ensuite à reconstruire et instruire les FACA afin qu'elles soient en mesure d'assurer la stabilité du pays. L'opération Barracuda se termine en juin 1981, remplacée par les éléments français d’assistance opérationnelle (EFAO) qui seront présents en Centrafrique jusqu’en 1998.